# Syrnycia
Syrnycia (ukr. Сирниця) – wieś na Ukrainie, w obwodzie żytomierskim, w rejonie korosteńskim, w hromadzie Słoweczne. W 2001 liczyła 243 mieszkańców.